# Haynecourt
Haynecourt település Franciaországban, Nord megyében. Lakosainak száma 305 fő (2022. január 1.). Haynecourt Épinoy, Sancourt, Marquion, Sauchy-Lestrée, Bourlon, Raillencourt-Sainte-Olle és Sailly-lez-Cambrai községekkel határos.

## Népesség
A település népességének változása:
| Lakosok száma | 523  | 332  | 329  | 321  | 318  | 314  | 309  | 307  | 305  |
|               | 2013 | 2015 | 2016 | 2017 | 2018 | 2019 | 2020 | 2021 | 2022 |